# أرتيس هيكس
أرتيس هيكس (بالإنجليزية: Artis Hicks)‏ هو لاعب كرة قدم أمريكية أمريكي، ولد في 28 نوفمبر 1978 في جاكسون في الولايات المتحدة.

## وصلات خارجية
- أرتيس هيكس على موقع مرجع كرة القدم المحترفة.كوم (الإنجليزية)